# Nicholas Gonzalez
Nicholas Edward Gonzalez (San Antonio, 3 gennaio 1976) è un attore statunitense.
È conosciuto per aver interpretato il ruolo di DJ nella serie TV The O.C., per la parte del dottor Arturo Suarez in Mental e per la parte del dottor Neil Melendez in The Good Doctor. Ha inoltre preso parte ad un ampio numero di altre serie televisive tra cui Jane the Virgin, The Flash, Pretty Little Liars, Le regole del delitto perfetto e Narcos.

## Biografia

### Carriera
Gonzalez si trasferisce a Los Angeles nel 1998, dove inizia la sua carriera di attore partecipando a un episodio della serie televisiva Dharma & Greg. In seguito partecipa ad alcuni episodi, nel 1999, alla serie tv Undressed, interpretando la parte di Andy. Dal 2000 al 2002 prende parte alla serie televisiva Resurrection Blvd., interpretando uno dei protagonisti, Alex Santiago. Nel 2004 diventa uno dei protagonisti del film di Dwight H. Little Anaconda - Alla ricerca dell'orchidea maledetta. Sempre nel 2004 prende parte alla serie televisiva The O.C., rivestendo il ruolo di DJ, ruolo che ricopre fino al 2005.
Nel corso della sua carriera Nicholas Gonzalez ha preso parte a numerose serie televisive, come Walker Texas Ranger, Close to Home - Giustizia ad ogni costo, Law & Order - Unità vittime speciali, Ghost Whisperer - Presenze, Grey's Anatomy, CSI: Miami, True Blood, Bones, Le streghe dell'East End, Jane the Virgin, The Flash, Modern Family e Underemployed - Generazione in saldo. Ottiene, nel 2002, una parte nel film Spun, mentre nel 2006 diventa il protagonista nel film Dietro le linee nemiche II - L'asse del male. Nel 2009 prende parte alle serie tv Mental interpretando il dottor Arthur Suarez e sempre nello stesso anno, recita in Melrose Place ricoprendo il ruolo del detective James Rodriguez.
Nell'anno 2011 recita nel film S.W.A.T. - Squadra speciale anticrimine 2 inoltre, sempre in quell'anno, interpreta il ruolo di Meteo, nella serie Off the Map. Nel 2013 prende parte ad alcuni episodi della serie Sleepy Hollow, interpretando il detective Kuke Morales. Nel 2014 ottiene un ruolo minore nel film di James DeMonaco, Anarchia - La notte del giudizio e tra il 2016 e il 2017 recita in Pretty Little Liars, nel ruolo del detective Marco Furey. Nel 2017 ottiene il ruolo di Dominic in Le regole del delitto perfetto e quello di rilievo del dottor Neil Melendez nella serie TV The Good Doctor, remake dell'omonima serie coreana del 2013.

### Vita privata
Gonzalez nasce a San Antonio, in Texas, si trasferisce in California dove prende la laurea all'università di Stanford. Il suo amore per la poesia e la letteratura lo hanno portano a studiare all'università di Oxford. Fu una delle sue insegnanti di Stanford, Alma Martinez, a incoraggiarlo a dedicarsi alla recitazione, infatti fu lei a iniziarlo alla carriera di attore facendolo lavorare in opere teatrali, sia teatro classico che contemporaneo.
Gonzalez ha avuto una relazione sentimentale, nel 2007, con l'attrice Regina King. Successivamente si è legato all'attrice Kelsey Crane, che ha sposato nel 2016. Nel 2017 i due sono diventati genitori di una bambina, Ever Lee Wilde.
Il 21 dicembre 2021 nasce il secondogenito Leo Camino Gonzalez.
Amante del golf, dei videogiochi e del poker, è inoltre molto attivo nel lavorare con organizzazioni che lavorano nel sociale e nel volontariato. Sostenitore dei diritti degli animali, ha posato per il PETA.

## Filmografia

### Cinema
- Scene da un crimine (Scenes of the Crime), regia di Dominique Forma (2001)
- Spun, regia di Jonas Åkerlund (2002)
- Anaconda - Alla ricerca dell'orchidea maledetta (Anacondas: The Hunt for the Blood Orchid), regia di Dwight H. Little (2004)
- L.A. Underground, regia di Eric DeLabarre (2005)
- Dirty - Affari sporchi (Dirty), regia di Chris Fisher (2005)
- Dietro le linee nemiche II - L'asse del male (Behind Enemy Lines II: Axis of Evil), regia di James Dodson (2006)
- L'isola dei sogni (Sea of Dreams), regia di José Pepe Bojorquez (2006)
- Splinter, regia di Michael D. Olmos (2006)
- Rockaway, regia di Jeff Crook e Josh Crook (2007)
- B.O.H.I.C.A., regia di D.J. Paul (2008)
- Falling Awake, regia di Agustín (2009)
- Down for Life, regia di Alan Jacobs (2010)
- S.W.A.T. - Squadra speciale anticrimine 2 (S.W.A.T. Firefight), regia di Benny Boom (2011)
- Water & Power, regia di Richard Montoya (2013)
- Anarchia - La notte del giudizio (The Purge: Anarchy), regia di James DeMonaco (2014)
- Chalk It Up, regia di Hisonni Johnson (2016)
- Gringos, regia di Max Pachman (2016)
- Prega perché piova (Pray for Rain), regia di Alex Ranarivelo (2017)
- Confessions of an Exorcist, regia di Chris W. Freeman (2018)
- Beneath Us, regia di Max Pachman (2018)
- Christmas on the Range, regia di Gary Wheeler (2019)
- Evil Takes Root, regia di Chris W. Freeman (2020)
- Borrego, regia di Jesse Harris (2022)

### Televisione
- Dharma & Greg – serie TV, episodio 2x09 (1998)
- Undressed – serie TV, 6 episodi (1999)
- My Little Assassin, regia di Jack Bender – film TV (1999)
- The Princess & the Barrio Boy, regia di Tony Plana – film TV (2000)
- Resurrection Blvd. – serie TV, 53 episodi (2000-2002)
- Walker Texas Ranger – serie TV, episodio 9x11 (2001)
- That '70s Show – serie TV, episodio 4x13 (2002)
- The Edge, regia di Matthew Carnahan – film TV (2003)
- The O.C. – serie TV, 6 episodi (2004-2005)
- Class Action, regia di Charles Haid – film TV (2004)
- American Family – serie TV, 13 episodi (2004)
- Law & Order - Unità vittime speciali (Law & Order: Special Victims Unit) – serie TV, episodi 6x10-6x16 (2004-2005)
- Ghost Whisperer - Presenze (Ghost Whisperer) – serie TV, episodio 1x11 (2005)
- Close to Home - Giustizia ad ogni costo (Close to Home) – serie TV, episodi 1x19-1x22 (2006)
- Ugly Betty – serie TV, episodio 1x04 (2006)
- Viva Laughlin – serie TV, episodio 1x07 (2007)
- Raines – serie TV, episodio 1x02 (2007)
- Grey's Anatomy - serie TV, episodio 4x02 (2007)
- Brothers & Sisters – serie TV, episodio 2x12 (2008)
- True Blood – serie TV, episodio 1x03 (2008)
- CSI: Miami – serie TV, episodio 7x15 (2009)
- The Forgotten – serie TV, episodio 1x05 (2009)
- Mental – serie TV, 13 episodi (2009)
- Melrose Place – serie TV, 8 episodi (2009)
- The Closer – serie TV, episodio 6x09 (2010)
- Correre ancora (After the Fall), regia di Bradford May – film TV (2010)
- Off the Map – serie TV, 9 episodi (2011)
- The Glades – serie TV, episodio 2x01 (2011)
- Memphis Beat – serie TV, episodio 2x09 (2011)
- Charlie's Angels – serie TV, episodio 1x03 (2011)
- Due uomini e mezzo (Two and a Half Men) – serie TV, episodi 9x04-9x05 (2011)
- Tutto per mio marito (We Have Your Husband), regia di Eric Bross – film TV (2011)
- Grimm – serie TV, episodio 1x11 (2012)
- Il coraggio di una figlia (Left to Die), regia di Leon Ichaso – film TV (2012)
- Underemployed - Generazione in saldo (Underemployed) – serie TV, 4 episodi (2012-2013)
- Le streghe dell'East End (Witches of East End) – serie TV, episodio 1x01 (2013)
- Il Natale di Belle (Christmas Belle), regia di Alex Wright – film TV (2013)
- Sleepy Hollow – serie TV, 6 episodi (2013-2014)
- Resurrection – serie TV, episodio 1x01 (2014)
- Modern Family – serie TV, episodio 6x07 (2014)
- Jane the Virgin – serie TV, episodi 1x07, 1x08-1x18 (2014-2015)
- Bones – serie TV, episodio 11x06 (2015)
- The Flash – serie TV, episodi 1x16-2x20-3x09 (2015-2016)
- Lucifer – serie TV, episodio 1x01 (2016)
- Bosch – serie TV, episodi 2x01-3x03 (2016-2017)
- Pretty Little Liars – serie TV, 12 episodi (2016-2017)
- NCIS - Unità anticrimine (NCIS) – serie TV, episodio 14x01 (2016)
- Frequency – serie TV, episodi 1x05-1x07-1x08 (2016)
- Being Mary Jane – serie TV, 12 episodi (2017-2019)
- Le regole del delitto perfetto (How to Get Away with Murder) – serie TV, 5 episodi (2017-2018)
- Rosewood – serie TV, episodio 2x17 (2017)
- Narcos – serie TV, episodi 3x01-3x02 (2017)
- The Good Doctor – serie TV, 58 episodi (2017-2020)
- La Brea – serie TV, 20 episodi (2021-2023)
- Playing Cupid, regia di David Weaver – film TV (2021)

### Cortometraggi
- 5 Stages of Grief, regia di Manuel Bermudez (2005)
- Christmas Break, regia di Matthew Del Negro (2008)
- Columbia Ave., regia di Mel Rodriguez III (2009)
- Lost Music, regia di Deborah LaVine (2014)
- Ouroboros, regia di Scott Fleishman (2015)
- Azadah, regia di Michael Risley (2015)

### Doppiatore
- Marco Polo: Return to Xanadu, regia di Ron Merk – film d'animazione (2001)
- BoJack Horseman – serie animata, episodi 1x01 e 4x07 (2014-2017)
- Battlefield Hardline – videogioco (2015)
- Bordertown – serie animata, 13 episodi (2016)
- I Griffin (Family Guy) – serie animata, episodio 15x15 (2017)
- Undone – serie animata, episodi 1x01 e 1x04 (2019)
- Duncanville – serie animata, episodi 1x09 e 2x08 (2020-2021)

## Doppiatori italiani
Nelle versioni in italiano delle opere in cui ha recitato, Nicholas Gonzalez è stato doppiato da:
- Nanni Baldini in The O.C., Dietro le linee nemiche II - L'asse del male, Jane the Virgin
- Marco Vivio in Grey's Anatomy, Mental, Ugly Betty
- Andrea Lavagnino in CSI: Miami, The Good Doctor, La Brea
- Fabrizio Vidale in Melrose Plase, Law & Order - Unità vittime speciali
- Stefano Crescentini in Scene da un crimine, Tutto per mio marito
- Fabrizio Manfredi in Anaconda - Alla ricerca dell'orchidea perduta, The Closer
- Roberto Gammino in S.W.A.T. - Squadra speciale anticrimine 2
- Fabio Boccanera in Close To Home - Giustizia ad ogni costo
- Simone D'Andrea in Underemployed - Generazione in saldo
- Simone Crisari in Walker Texas Ranger, Frequency
- David Chevalier in Resurrection Blvd.
- Fabrizio Odetto in Spun
- Guido Di Naccio in Due uomini e mezzo
- Francesco Venditti ne Le regole del delitto perfetto
- Alberto Angrisano in Ghost Wisperer - Presenze
- Francesco Trifilio in Bosch (ep. 2x01)
- Gianluca Cortesi in Bosch (ep. 3x03)
- Fabrizio De Flaviis in Pretty Little Liars
- Emiliano Coltorti in Charlie's Angels
- Francesco Pezzulli in Grimm
- Daniele Raffaeli in NCIS - Unità anticrimine
- Fabrizio Dolce in Narcos
- Marco Bassetti ne Il Natale di Belle